# Anniina
Anniina ist ein weiblicher Vorname.

## Herkunft und Varianten
Der Name ist die finnische Verkleinerungsform von Anna. Weitere Varianten sind Anni, Annikki, Annukka, Anu. Niina ist wiederum eine Verkleinerungsform von Anniina.

## Bekannte Namensträgerinnen

### Anniina
- Anniina Kortetmaa (* 1995), finnische Sprinterin
- Anniina Parkkinen (* 1996), finnische Beachvolleyballspielerin

### Niina
- Niina Ahtiainen (* 1997), finnische Beachvolleyballspielerin
- Niina Jyrkiäinen (* 1975), finnische Biathletin
- Niina Katriina Sarias (* 1984), finnische Snowboarderin
- Niina Nurminen (* 1965), finnische Schauspielerin
- Niina Petrõkina (* 2004), estnische Eiskunstläuferin